# Tunn is (roman)
Tunn is är en svensk Spionroman utgiven år 2018. Romanen är den första av författaren Carolina Angelis (f. 1971). Uppföljaren Dominoeffekten, som släpptes i april 2022 av SAGA Egmont, kommer att ges ut på 10 språk, bland annat engelska och tyska.